# Chimonanthus
Genre
Chimonanthus (ou Chimonanthes, prononcer Kimonante) est un genre de plantes à fleurs de la famille des Calycanthacées. Ce sont de petits arbres ou des arbustes originaires d'Asie. Le genre doit son nom au grec chimon, hiver et anthos, fleur. Il met en évidence la floraison hivernale de cet arbuste.
Les Chinois disent que « celui qui respire une fois le parfum du chimonanthe en sera nostalgique à jamais... »

## Description
Les chimonanthes sont des arbustes de 2 à 10 m de haut, souvent persistants.
Les feuilles sont opposées, entières, sur un court pétiole.
Les fleurs ont 2 à 3 cm de large et sont formées de nombreux tépales blancs ou jaunes.
La plupart sont fortement odorantes (odeur de jacinthe ou de miel). Elles portent 5 à 8 étamines et apparaissent généralement en fin d'hiver avant les nouvelles feuilles.
Le fruit, très caractéristique du genre, est une capsule elliptique, campanulée et sèche de 3 à 4 cm de long, contenant plusieurs graines contenant un alcaloïde toxique, la calycanthine, qui peut provoquer des convulsions.

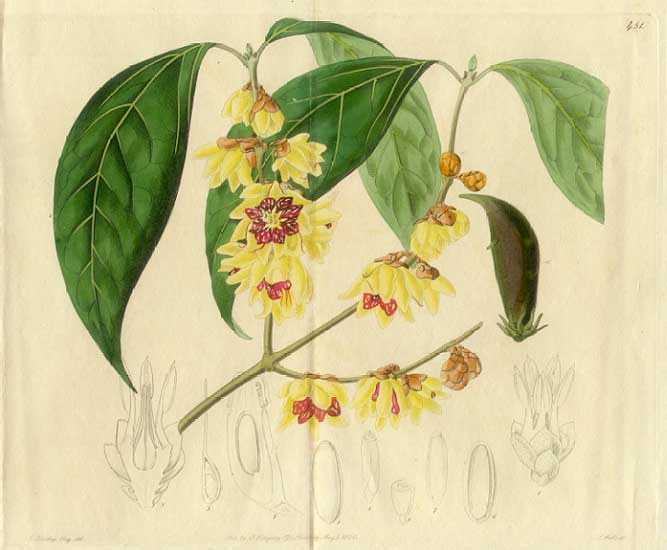
Planche botanique.
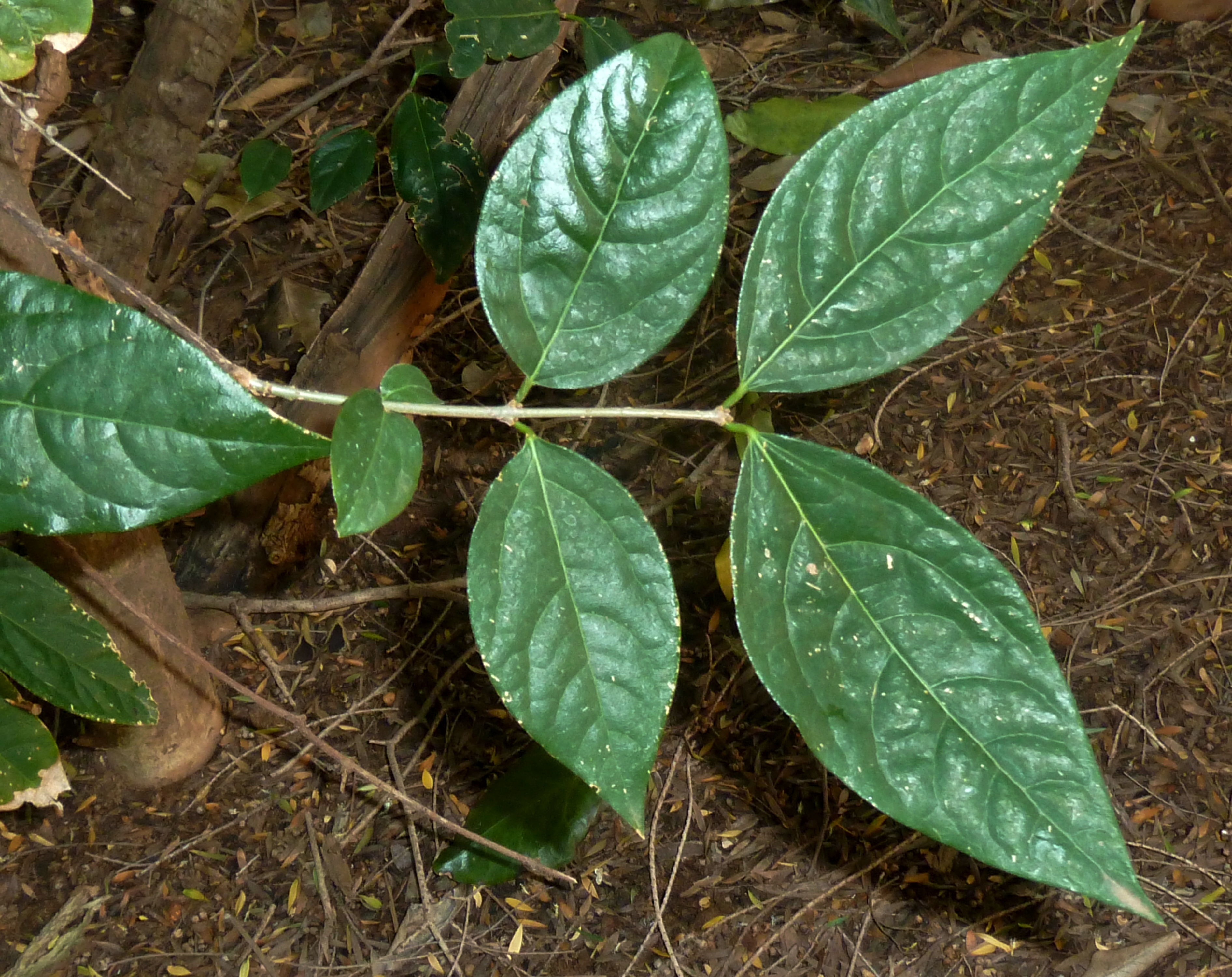
Feuilles.
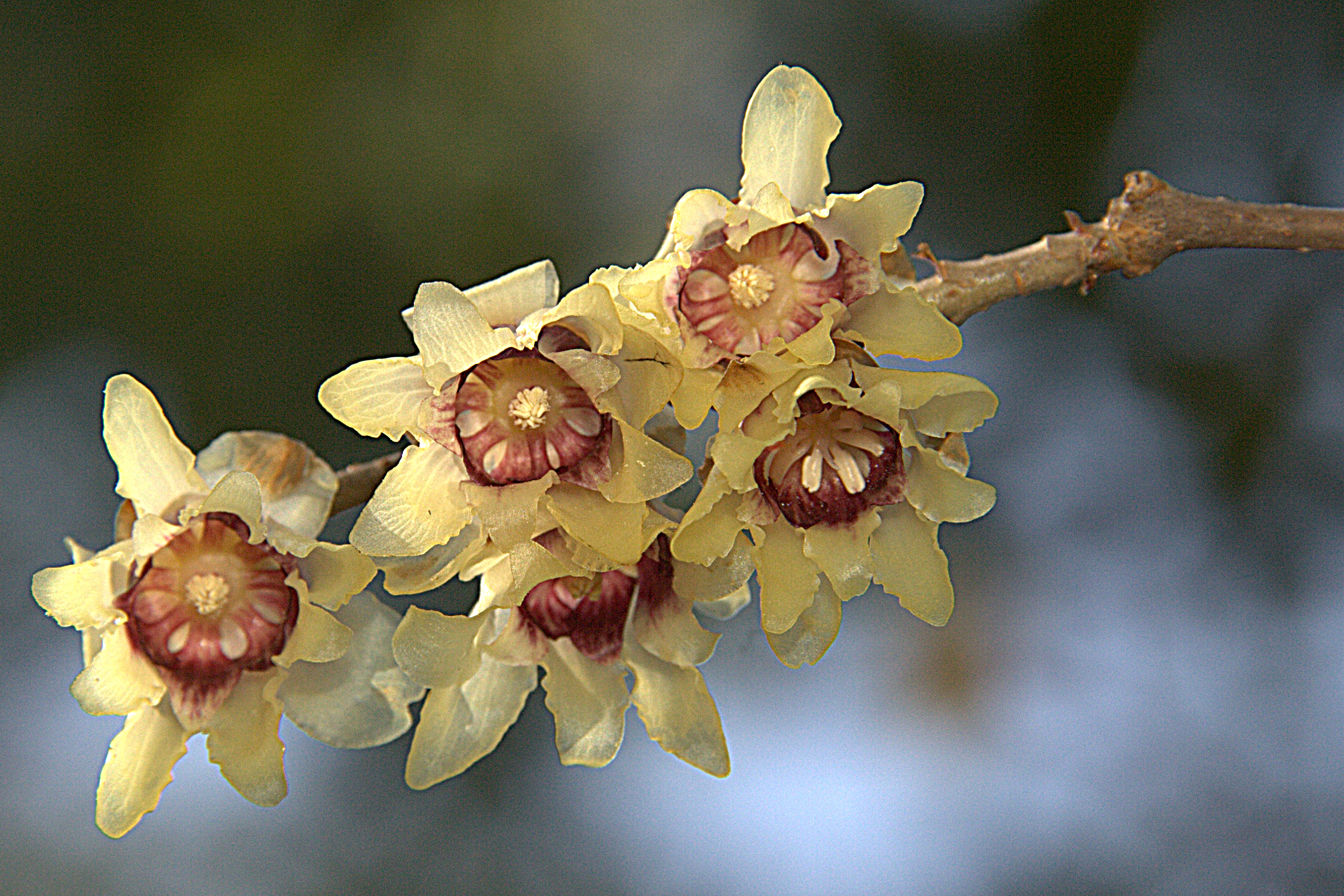
Fleurs.
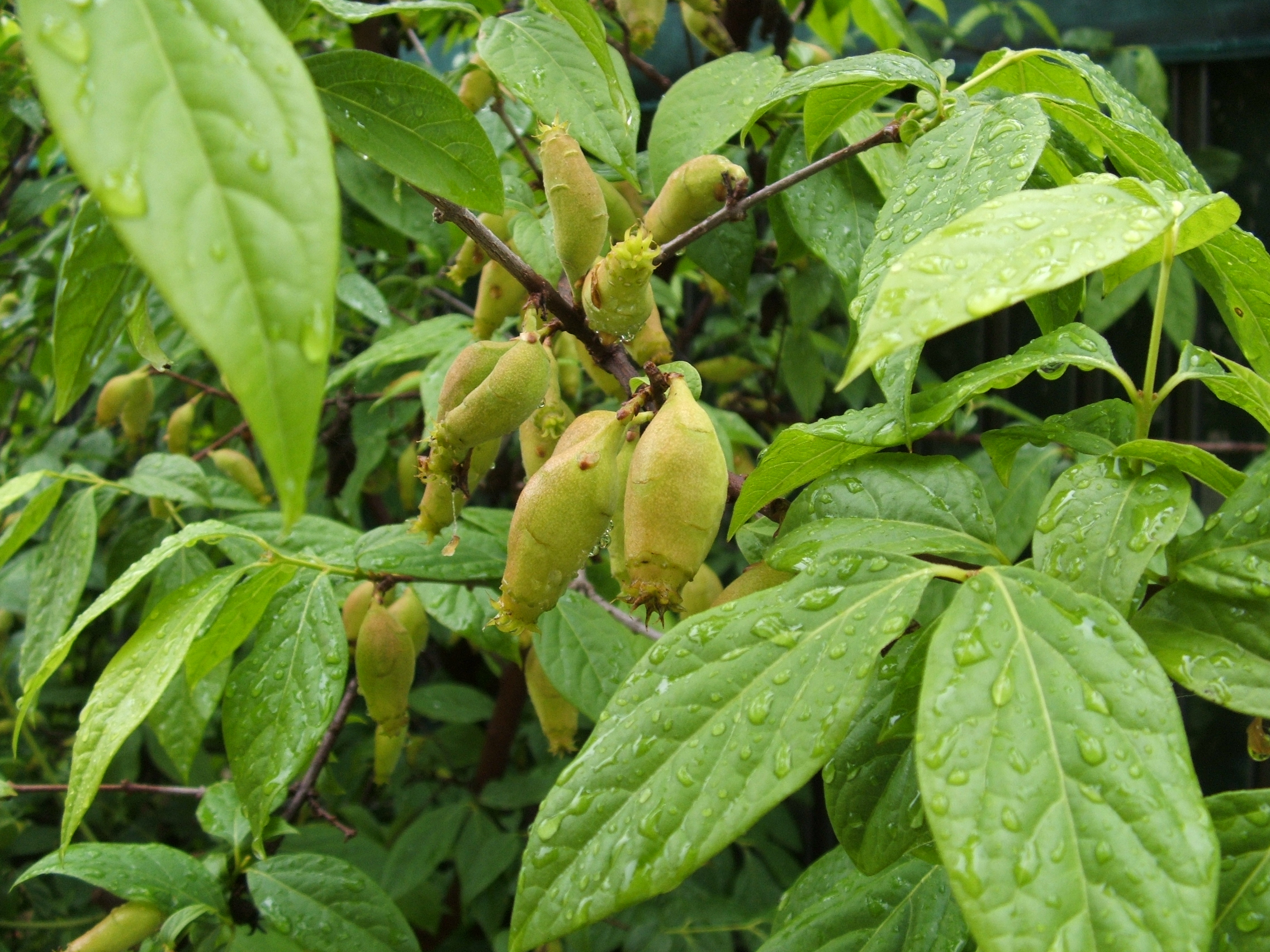
Fruits.
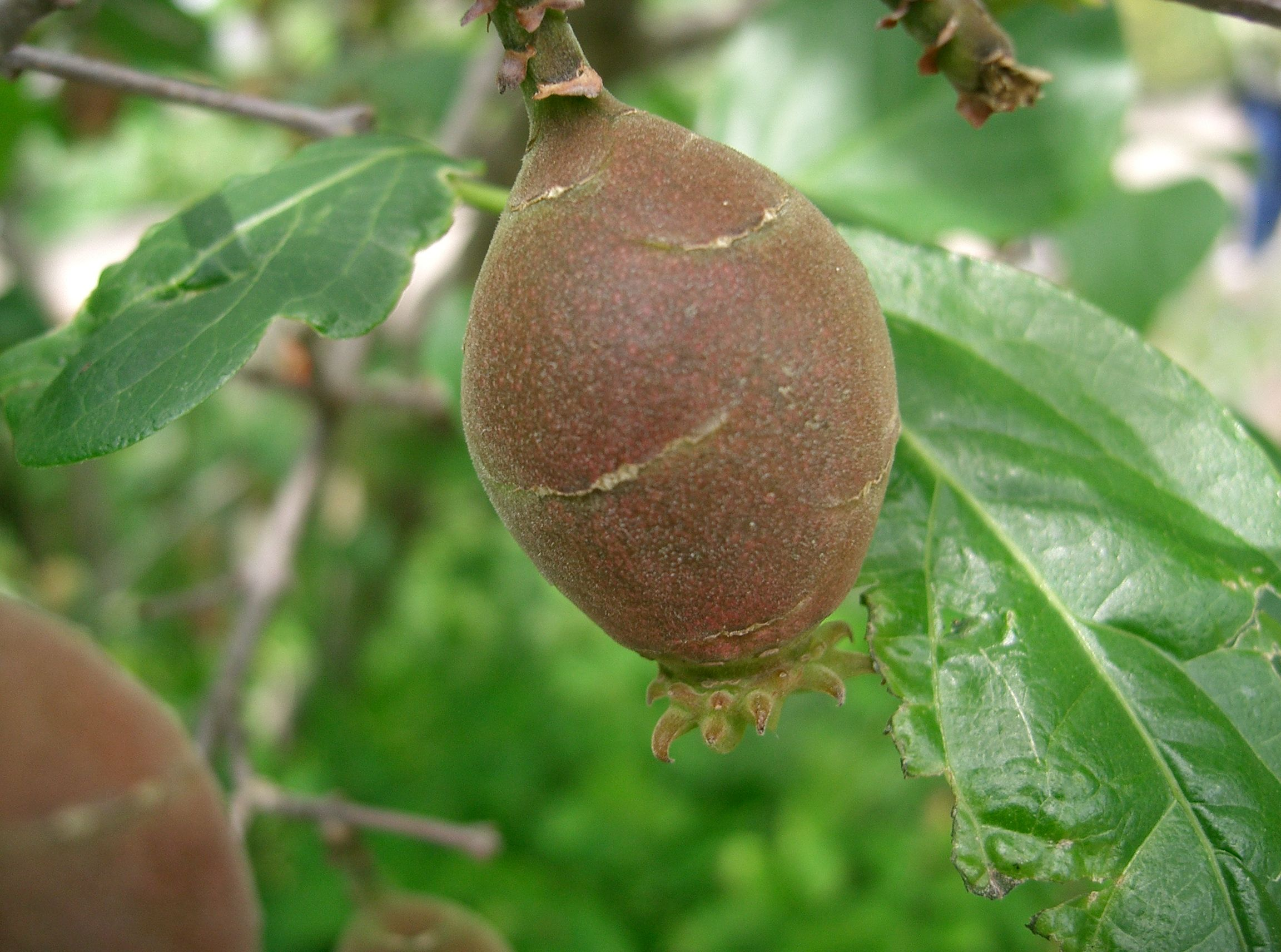
Fruit.
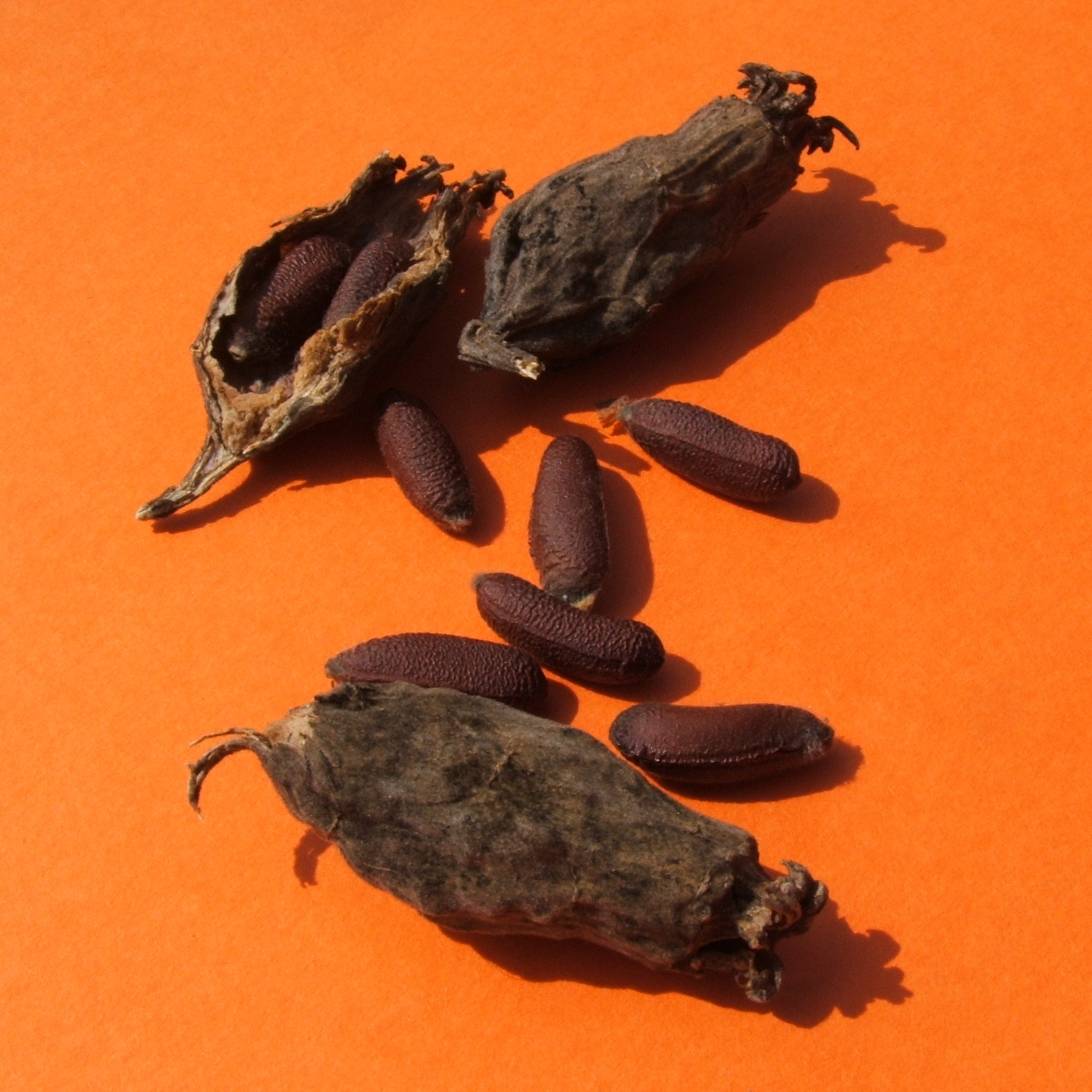
Graines.

## Espèces
- Chimonanthus caespitosus T.B. Chao
- Chimonanthus campanulatus R.H. Chang & C.S. Ding
- Chimonanthus grammatus M.C. Liu
- Chimonanthus grandiflorus Steud.
- Chimonanthus luteus Hort ex Bielawski
- Chimonanthus nitens Oliv.

Synonymes : Chimonanthus campanulatus R.H. Chang & C.S. Ding, Chimonanthus zhejiangensis M.C. Liu
- Chimonanthus praecox (L.) Link

Synonymes : Chimonanthus fragrans Lindl., Chimonanthus parviflorus Raf., Chimonanthus yunnanensis W.W. Sm.
- - Chimonanthus praecox (L.) Link var. grandiflorus (Lindl.) Makino
  - Chimonanthus praecox (L.) Link var. parviflorus Turrill
  - Chimonanthus praecox (L.) Link var. patens Turrill
  - Chimonanthus praecox (L.) Link var. praecox
  - Chimonanthus praecox (L.) Link var. luteus (L.) Link
- Chimonanthus salicifolius S.Y. Hu
- Chimonanthus smilacifolius Steud.
- Chimonanthus verus Hort. ex Bielawski
- Chimonanthus virginicus

Selon NCBI (4 Aug 2010) :
- Chimonanthus campanulatus
- Chimonanthus grammatus
- Chimonanthus nitens
- Chimonanthus praecox
- Chimonanthus salicifolius
- Chimonanthus zhejiangensis

## Répartition
Il s'agit de plantes originaires d'Asie, principalement Chine et Japon. Les espèces cultivées ont été acclimatées un peu partout en zone tempérée.
Il fut introduit en Angleterre en 1766. Certains spécimens de cet arbuste sont remarquables, comme au Jardin botanique de Lyon.

## Utilisation
Les chimonanthes sont des plantes ornementales largement répandues, en raison de leur floraison hivernale et de leur odeur.
Leur culture ne soulève pas de difficulté majeure : sol neutre à légèrement acide, mais non hydromorphe, exposition légèrement ombragée.